# Anna Plochlová
Anna Plochlová (6. ledna 1804, Bad Aussee – 4. srpna 1885, Bad Aussee) byla morganatickou manželkou arcivévody Jana Habsbursko-Lotrinského. Byl jí přidělen titul baronky von Brandhofen a pak hraběnky von Meran. S manželem měla syna Františka, hraběte von Meran.

## Život
Anna se narodila a vyrůstala v Bad Aussee jako dcera poštmistra Jakuba Plöchla (27. 5. 1774 Glinzendorf – 25. 4. 1822 Bad Aussee) a jeho manželky Marie Anny Pilzové (15. 5. 1782 – 21. 1. 1821 Bad Aussee).
V roce 1819 se setkala s arcivévodou Janem, když jej vozka nemohl převést zpět do Vídně a Anna se této role v přestrojení za chlapce zhostila. Arcivévodu Jana, který ji i přesto poznal, velice ohromil její temperament a slíbil dívce, která nevěřila, že je arcivévodou, že se vrátí a dokáže jí to.
Arcivévoda Jan nejen dodržel své slovo, ale následně se stal poštmistrovým častým návštěvníkem. Anna se pokoušela ze strachu ze skandálu vztah ukončit, ale on ji místo toho prohlásil za svou zamýšlenou snoubenku.
Jan požádal svého bratra, císaře Františka, o povolení se s Annou oženit, to mu však nebylo dovoleno. Souhlas s morganatickým sňatkem přišel po jedenácti letech. Svatba se konala v kostele v Bad Aussee.
Anna po svatbě v roce 1829 obdržela majetky ve městě Stainz a Brandhofen a titul baronky von Brandhofen a v roce 1850 hraběnky von Meran. Velké rozdíly ve společenském postavení zapříčinily rozepře mezi Janem a jeho rodinou a pár byl u dvora odmítnut.
Díky svým pozitivním vlastnostem nakonec Anna získala ve dvorských kruzích neochotný respekt. V rámci všeobecné společnosti měla vysoké postavení, protože byla popsána jako společenská "královna".
Anna měla s arcivévodou Janem jediného syna Františka (Franz Ludwig Johann Baptist, 1839–1891). Ten již jako dítě obdržel titul hraběte z Meranu a barona z Brandhofenu (1844). Sloužil v armádě a dosáhl hodnosti rytmistra, po rodičích byl majitelem fideikomisních statků v Tyrolsku a díky tomu se později stal dědičným členem Panské sněmovny, získal také Řád zlatého rouna. V roce 1862 se oženil s hraběnkou Terezií Lambergovou (1836–1913), dcerou generála Františka Filipa z Lambergu (1791–1848), zavražděného během revoluce v Uhrách v Budapešti. Z dalších generací potomstva vynikl Rudolf z Meranu (1872–1959), který byl za první světové války místodržitelem v Horním Rakousku a Tyrolsku.